# Gnonnas Pedro
Gnonnan Sossou Pierre Kouassivi, mais conhecido como Gnonnas Pedro (10 de janeiro de 1943 — 12 de agosto de 2004), foi um cantor e compositor beninense.

## Discografia

### Solo
- Dadjes: The Band Of Africa (1975)
- Gnonnas Pedro (Disco Stock, 1979)
- El Cochechivo (Ledoux, 1981)
- Agbadja (Syllart, 1999)
- Irma koi (Syllart, 1999)
- The best of Gnonnas Pedro (2003)

### ComAfricando
- Gombo Salsa (Stern's Africa STCD1071, 1996)
- Baloba (Stern's Africa STCD1082, 1998)
- Mandali (Stern's Africa STCD1092, 2000)
- Live! (Sono CDS8907, double CD, 2001)
- Martina (Stern's Africa STCD1096, 2003)
- Ketukuba (Stern's Africa STCD1103, 2006)